# Mas Noet
Mas Noet és una masia del municipi d'Avià protegida com a bé cultural d'interès local, situada prop de la carretera que va d'Avià a Cal Rosal.

## Descripció
Masia d'origen medieval formada per una planta rectangular sobre la qual s'hi efectuaren diverses ampliacions als segles xvii i XVIII. A la planta baixa encara es conserven parets fetes amb carreus ben escairats, arcs apuntats possiblement de finals del segle xiii o inicis del segle xiv, etc. La masia és avui un edifici d'estructura clàssica coberta a dues aigües amb teula àrab i la façana orientada al migdia. Està estructurada en planta baixa i dos pisos superiors. Conserva restes del que podria ser una torre.

## Història
Guillem de Noet és documentat el 1332. El 1409 Arnau de Santacreu era el senyor de Noet i es casà amb Caterina, filla de Joan de Cascalls de Bagà. La masia és documentada al fogatge de 1553 ("En Sanauge al Mas Denoet") i durant tota l'edat moderna els seus estadants pagaven censos als senyors jurisdiccionals.
L'interior fou reformat el 1957 reconvertint-ho en dos habitatges, un per als propietaris i l'altre per als masovers.